# Cinara atripes
Cinara atripes är en insektsart som beskrevs av Hottes 1958. Cinara atripes ingår i släktet Cinara och familjen långrörsbladlöss. Inga underarter finns listade i Catalogue of Life.